# Banyuls dels Aspres
Banyuls dels Aspres ([bə'ɲulzdəl'zaspɾəs], oficialment en francès Banyuls-dels-Aspres) és un poble i municipi de 1.257 habitants de la comarca del Rosselló, a la Catalunya Nord.

## Etimologia
Tractant-se d'un nom compost, cal explicar per separat els seus dos principals elements. Explica Joan Coromines que Banyuls prové de la forma Balneolis, emparentada etimològicament amb Banyoles i el mot comú bany. Aquest topònim es deu a la proximitat del poble amb els estanys que antigament hi havia en aquest indret. Aspres, topònim documentat d'ençà el segle x, que designa un terreny de vegetació aspra, oposat a la Salanca en el sentit que la Salanca és la terra plana, davant dels Aspres, més muntanyosos.

## Geografia

Situació de la comuna de Banyuls dels Aspres en el Rosselló

### Localització i característiques generals del terme
El terme de Banyuls dels Aspres, de 105.300 hectàrees d'extensió, contra el que el seu nom indica, és en la subcomarca de la Plana del Rosselló, però al límit amb els Aspres. El terme arriba en el seu extrem meridional a la riba del Tec.
El poble s'assenta en un turó, i un altre turó allargassat en fa continuïtat cap al sud-oest. Tots dos, així com altres elevacions del terme, són testimonis de l'antiga plana dels Aspres, erosionada al llarg dels segles fins a conformar l'actual plana d'on sobresurten els dos turons esmentats. En un altre turó, a l'extrem nord-oest del terme es troba una extensa àrea turística i comercial de l'autopista la Catalana, anomenada el Vilatge Català, on estan a la venda productes de la regió, sobretot agrícoles.
El terme té també zones deprimides, com la Creu Blanca o l'antic estany de Banyuls, on hi havia hagut l'assentament antic de Banyuls, zones planes a la riba del Tec i uns quants torrents, còrrecs que solquen el terme de nord-oest a sud-est. Només el termenal meridional segueix un accident natural: el curs del Tec. La resta, és del tot arbitrari, seguint antigues demarcacions marcades, algunes, amb fites, llevat d'un tram a l'extrem nord-oest, on segueix el Còrrec del Puig, i en el costat occidental, on el Còrrec de la Vinya fa de termenal bastant tros, i després, a l'angle sud-oest, és el Còrrec del Perelloner qui fa aquesta funció, ja fins al Tec.
Termes municipals limítrofs:
| Vilamulaca | Sant Joan la Cella |                       |
| Trasserra  |                    | Brullà                |
|            |                    | Vilallonga dels Monts |

### El poble de Banyuls dels Aspres

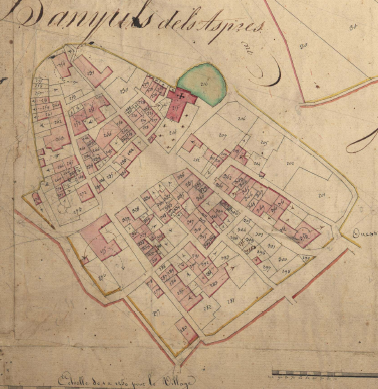
Banyuls dels Aspres en el Cadastre napoleònic del 1812 (Arxius Departamentals dels Pirineus Orientals)

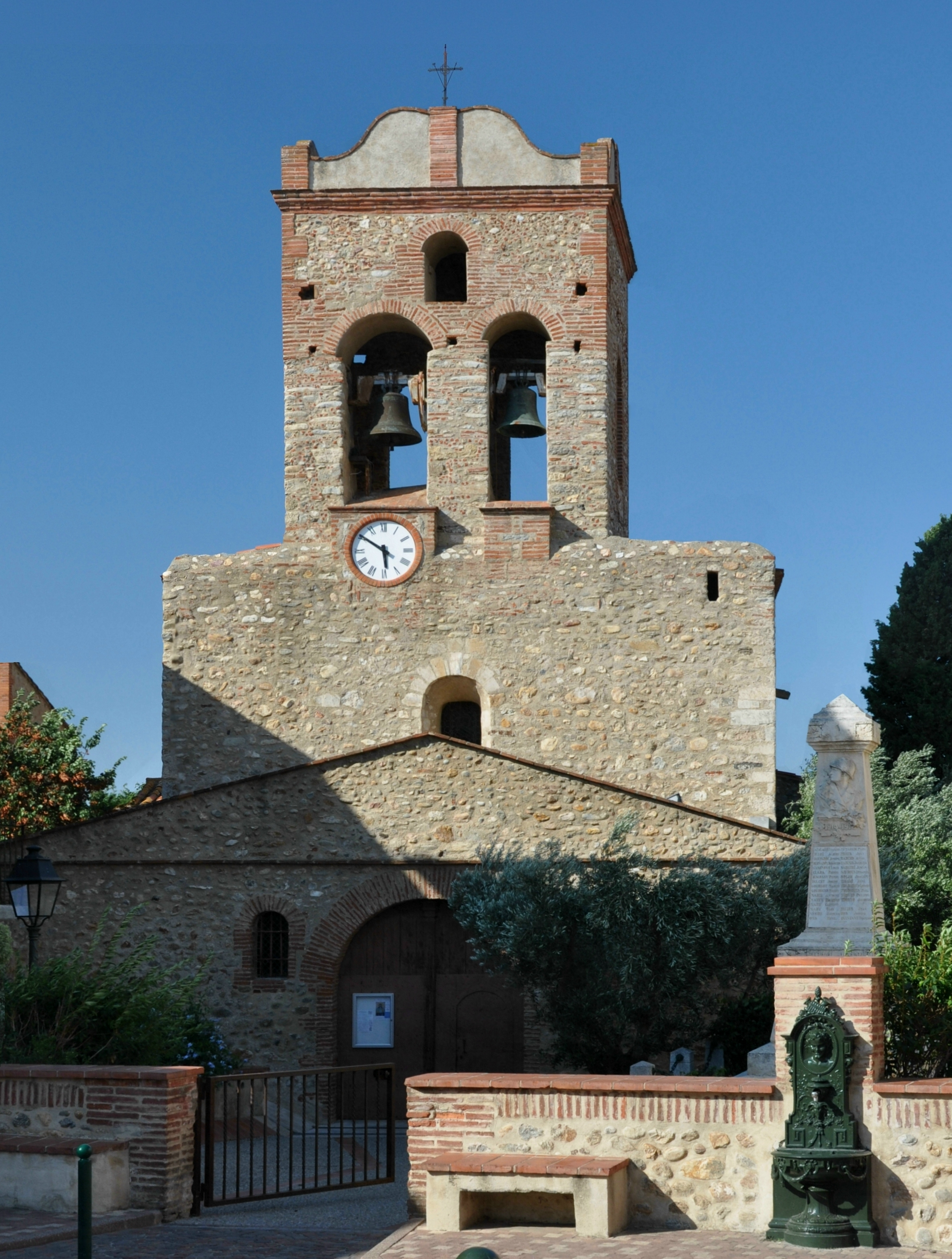
Església de Sant Andreu de Banyuls dels Aspres

Situat al capdamunt d'un turó, l'actual Banyuls dels Asprés té el seu origen en una població baixmedieval una mica anterior al segle xv organitzada a partir de l'església de Sant Andreu de Banyuls dels Aspres i el seu cementiri, documentats des del 1411. Els canonges del priorat de Santa Maria de Fontclara intervingueren decisivament en la construcció de l'església, ja que havien estat allotjats en una part del Castell dels Banyuls per Joan II de Banyuls. D'aquest castell i de les fortificacions del poble, se'n conserven algunes restes, tot i que algunes, com la torre coneguda com la Casa Groga han desaparegut. El poble compta també amb l'església de Santa Anna, d'època moderna. A l'extrem sud-oriental del nucli urbà es troba un Crist monumental, com en altres pobles rossellonesos.
El poble més antic, actualment conegut a través de recerques arqueològiques, era situada al peu de l'estany que li dona nom. Actualment dessecat, aquest estany es trobava a l'actual límit amb Sant Joan la Cella, entre les dues poblacions, prop de la partida anomenada la Usardeta. En aquest poblat hi hagué el primitiu castell de Banyuls, la Mota de la Vila Vella de Banyuls. La Vila Vella i la Mota eren en els entorns de l'actual Mas Vidaló.
De la vila fortificada medieval, o vila closa, el poble anà creixent a partir dels barris que s'hi anaren formant: el de Sant Andreu, al voltant de l'església parroquial i el cementiri primigeni del poble, el del Carrer d'Andorra (o, simplement, Andorra), el del Carrer del Trenc, el de les Eres i el de Versalles. Cal esmentar la torre de l'aigua coneguda com el Bolet Matador, que conforma un element important en el paisatge urbanístic del poble. Ja en temps contemporanis continuà creixent eixamplant el nucli a través d'urbanitzacions, com les Jardins de Bacchus. Esment a part mereix el Vilatge Català, àrea de servei de l'autopista la Catalana, situat lluny del poble, a l'extrem nord-oest del terme.
Deslligada del nucli de població, un quilòmetre al sud, hi ha l'antiga estació del ferrocarril, anomenada la Gara, actualment en desús perquè la línia de tren només té ús per a mercaderies.

### Fontclara
Santa Maria de Fontclara fou un priorat augustinià situat en l'actual terme de Banyuls dels Aspres, vora el Tec, a l'extrem sud-oriental. Desaparegué endut per una riuada del Tec a principis del segle xv. Joan II de Banyuls cedí aleshores una part del castell als canonges de Fontclara, els quals edificaren l'església de Sant Andreu.
La seva església està documentada el 1211. El lloc de Fontclara, en el qual està documentada una força, o castell, rebé també el nom de Breda. En unes prospeccions arqueològiques, hi foren localitzades restes d'un important hàbitat de l'Alt Imperi, amb restes repartides al llarg i a l'ample de 300m². Segons els equips arqueològics departamentals, es fa difícil esbrinar si es tractava d'una explotació agrícola gran, o bé d'una petita agrupació d'hàbitats en forma de poblat.

### Torre de la Guàrdia
La Torre de la Guàrdia del terme de Banyuls està documentada des del 1043 (ipsa Guardia, costes de la Guardia), però no se'n coneix l'emplaçament exacte. No se n'ha trobat cap mena de vestigi.

### Els masos del terme
Banyuls dels Aspres conserva bastants masos en el seu terme: Fontclara, o Mas de Fontclara, antigament Breda, anteriorment esmentat, Mas Blanc, Mas Bonaparte, Mas d'Avall, abans Mas Massota, Mas de la Coma, Mas de l'Amorona, Mas d'en Costa-seca, Mas Descossi, Mas Vidaló, Mas Vilar i l'Oliu. Cal esmentar també el Centre Eqüestre, al paratge de la Coma, al sud-oest del poble.

### Els cursos d'aigua
A la part nord del terme i a l'extrem oriental existeixen dues agulles, canals de drenatge: l'Agulla de l'Alzina, sovint anomenada simplement l'Agulla, i l'Agulla de Ventafarines, respectivament, i dos recs d'irrigació: el Rec de Fontclara i el Rec de Nidoleres. La resta de cursos d'aigua, llevant del riu Tec, són torrents que davallen cap a aquest riu: quatre d'ells solen ser anomenats simplement Còrrec (el de les Calçades, el de Puig Oriol, el de la Gara i el de les Vinyes del Camí d'Elna); la resta són el Còrrec Daurat, el Còrrec de la Font del Llop, el Còrrec de Gallorsa, el Còrrec de la Garriga, el Còrrec de la Ginesta (part inferior del Còrrec de les Fumassotes), el Còrrec de la Godola, el Còrrec de l'Alzina, el Còrrec de la Riera, el Còrrec de la Vinya, el Còrrec de les Calçades, el Còrrec de les Fumassotes, el Còrrec del Perelloner, el Còrrec del Puig, el Còrrec d'en Rodell i la Riera.
Per tal de salvar aquests cursos d'aigua hi havia ponts i guals: el Pont de la Carrerada i el Pont de la Riera, a més del Pas d'en Negre i el Passallís, o Passallís del Camí del Salitar.
Com ja s'ha esmentat a bastament, hi havia hagut l'Estany de Banyuls, entre Sant Joan de la Cella i el Banyuls dels Aspres antic.

### El relleu
Com ja s'ha expressat abans, el terme de Banyuls dels Aspres, tot i que no sobrepassa mai els 125 metres d'altitud ni va més avall dels 45 (a la llera del Tec), presenta força ondulacions, sobretot a causa dels còrrecs que des de la zona alta que és testimoni de l'antiga plana vil·lafranquiana dels Aspres davallen cap al Tec, generalment seguint la direcció nord-oest - sud-est.
Les elevacions més importants del terme són al nord-oest, el Serrat del Puig, a cavall amb el terme de Trasserra, el turó on es troba el Vilatge Català, de 103 m alt, el Puig Muntanyà al nord del poble, els turons on es troba el poble, de 122, i el turó allargassat situat al seu sud-oest, de 123 i 124, el turó de la Creu Verda, de 111, i el turó de la zona dels Trillots, de 102, a llevant del poble.
Dues depressions importants es troben en el centre del terme: just al nord del poble, la Creu Blanca, que arriba als 75 m alt en el seu punt més baix i la de l'antic Estany de Banyuls, actualment dessecat, que era situat al nord del terme, al límit amb Sant Joan la Cella, on hi havia hagut el primer emplaçament del poble. Aquest lloc encara es coneix com la Vila Vella, a la zona coneguda també com la Usardeta.
El tros de terme paral·lel al Tec està constituït per unes terrasses que reben els noms de Plans de Nidoleres, al sud-oest, i Plans del Tec.

### El terme comunal
Els topònims conservats a Banyuls dels Aspres són sobretot noms de partides agrícoles i de camps de conreu o similars. Entre els noms de partides hi ha les Alzines, l'Amorer, Blancaterra, la Blanqueta, les Calçades, el Camí Ral, el Camp de l'Àngel, les Claves, la Colomina, la Coma, el Còrrec Daurat, la Costa d'en Salleres, la Creu Blanca, la Creu Verda, les Eres, els Estanys, la Figuera, Fontanilla, Fontclara, la Font del Llop d'Amunt, la Font del Llop d'Avall, la Font d'en Sardaca, Forn Tauler, les Forques, les Forques d'en Barrera, les Fumassotes, abans les Fumassetes, la Garriga d'en Resta, les Garrigues, l'Hortet, la Llongaina, el Mas d'en Costa-seca (nom de partida), el Mas d'en Ramis (com l'anterior), la Moïse, les Olivedes dels Plans del Tec, l'Oliu, Passabou, Peirafita, el Pla, els Plans de Brullà, els Plans del Tec, els Plans de Nidoleres, el Pont de la Riera, les Portelles, el Puig de la Vila Vella, Puig Muntanyà, Puig Oriol, la Reinala, la Roureda, el Roure d'en Sautó, o d'en Sortó, les Rouredes, el Salitar, el Serrat de les Forques, el Siurer, les Teuleries, el Tortuguer, el Tou, els Tres Corns, els Trillots, o els Trillols, la Userdeta, Ventafarines, Versalles, la Vila Vella, la Vinya d'en Jordi, la Vinya Petita, la Vinyassa, les Vinyes del Camí d'Elna, les Vinyes de l'Esperança, les Vinyes del Salitar i les Vinyes de Trasserra. Alguns noms de lloc indiquen senyals o fites: la Pedra Fita, el Piló, el Piló de la Ginesta, el Piló del Salitar i el Roc Gros del Camí de Bages. Hi ha un parell de noms ja perduts, conservats només en la memòria d'alguns vilatans: la Guàrdia i les Rues.

#### El Cadastre napoleònic
En el Cadastre napoleònic del 1812, Banyuls dels Aspres apareix dividit en dues seccions: de la Vila Vella i del Salitar. A la secció de la Vila Vella, secció que abraça pràcticament tota la meitat del terme al nord del poble, es troben les partides de les Vinyes de Trasserra, el Siurer, les Alzines, la Font d'en Sardaca, les Ardetes (de fet, la Usardeta), Puig Muntanyà, el Mas d'en Ramis, amb el mas d'aquest nom, el Puig de la Vila Vella, la Creu Blanca, Passabou, Peirafita, los Trillots, les Claves, el Clos de Brullà, les Rouredes, la Vinya Petita, la Vinyassa, les Calçades, les Forques d'en Barrera, les Fumassetes i les Eres.
La secció del Salitar, que s'estén en una mica més de la meitat de la comuna, al sud del poble de Banyuls dels Aspres, està formada per les partides de Font Clara, amb el Mas Massot i el Mas Mosseta, els Plans del Tec, amb el Mas Vilar, la Roureda, les Olivedes dels Plans del Tec, el Salitar, les Vinyes del Salitar, la Blanqueta, el Tortuguer, les Vinyes del Camí d'Elna, els Plans de Nidoleres, la Creu Verda, la Garriga d'en Resta, l'Amorer, les Forques, Versalles, amb la masia d'aquest nom, les Rues, el Pla, el Mas d'en Ramis, les Vinyes de l'Esperança, lo Còrrec Daurat, la Coma, el Roure d'en Sautor i el Mas d'en Carles Costa-seca, amb el Mas Costa-seca.

## Transports i comunicacions

### Vies antigues de comunicació
Banyuls dels Aspres era un punt de comunicació, a l'antiguitat, on es creuaven diverses de les vies existents al Rosselló. Dues d'elles es trobaven on ara hi ha el Mas Vidaló: la Via Domícia, que unia Ruscino (Castell Rosselló en l'actualitat) amb el Coll del Pertús i el de Panissars, al qual anava unit des de Sant Joan la Cella el Caminum Francescum, que venia de Perpinyà, i el camí d'Elna, que en aquesta darrera població és conegut com a Camí de Llauró. Tot plegat feu de Banyuls dels Aspres, i del Mas Vidaló en especial, un important nus de comunicacions en l'antiguitat.
Al sud del poble, a prop de la riba esquerra del Tec, hi havia una altra via de comunicació important: la que unia Elna amb el Vallespir. Des d'Elna, el camí anava cap a Ortafà i Brullà; des d'aquesta darrera població s'adreçava cap al Pla de Nidoleres, passava pel poble d'aquest nom, on es trobava amb les altres vies de comunicació abans esmentades, sobretot la Via Domícia.

### Carreteres
Tres carreteres travessen el terme de Banyuls dels Aspres: la D-40, la D-40b i la D-900.
La D - 40 (D-2, a Paçà - Elna), o Ruta d'Elna, mena des de Banyuls dels Aspres cap a ponent a Trasserra (6 km) i Paçà (9,1), i Brullà (2), Ortafà (5,4) i Elna (11,7) cap a llevant.
La D - 40b (Bages de Rosselló - Banyuls dels Aspres) travessa el terme del nord-est fins al poble. Per aquesta carretera Banyuls dels Aspres dista 2 quilòmetres de Sant Joan la Cella i 6 de Bages de Rosselló.
La D - 900 (Salses - el Portús) travessa el terme de Banyuls dels Aspres entrant pel sector nord-oest del terme i sortint-ne per l'extrem sud-oest. Té un enllaç a l'altura de l'Oliu, que en un quilòmetre i mig mena al poble de Banyuls dels Aspres. Per aquesta carretera, aquest poble enllaça cap al sud amb el Voló (6 km), Maurellàs (11), les Cluses (12) i el Portús (16), i cap al nord, amb Vilamulaca (5), Pollestres (10), Perpinyà (17), Pià (27), Ribesaltes (27) i Salses (39).

### Transport col·lectiu públic
La línia 300/340 del servei departamental de Le bus à 1 €, de Perpinyà a Arles de Tec, surt de la capital rossellonesa per adreçar-se a Pollestres i Vilamulaca, abans d'arribar a l'Oliu, en el terme de Banyuls dels Aspres, sense qua passi pel nucli principal de població. Després, continua cap a el Voló, Sant Joan de Pla de Corts (tot i que no tots els serveis tenen aturada en aquestes dues darreres poblacions), Morellàs, Ceret, Reiners, els Banys d'Arles i Arles de Tec. Entre les dues línies ofereixen 11 serveis diaris que tinguin aturada a Banyuls dels Aspres. Els dies festius aquest servei és ofert per les línies 340, 341 i 342; entre les quatre ofereixen quatre serveis en aquests dies no feiners. Per aquesta línia, Banyuls dels Aspres és a 20 minuts de Perpinyà, 10 de Pollestres i 5 de Vilamulaca (sempre des de l'Oliu), d'una banda, i 5 del Voló, 10 de Sant Joan de Pla de Corts, 20 de Morellàs, 25 de Ceret, 27 de Reiners, 32 dels Banys d'Arles i 40 d'Arles de Tec.
Una variant de la línia anterior, la 340/342, de Perpinyà a Costoja, fa el mateix recorregut que l'anterior, amb idèntic detall de temps parcials, però continua des d'Arles de Tec amb la 342 cap a Montferrer, altre cop Arles de Tec, Sant Llorenç de Cerdans i Costoja. Aquesta prolongació ofereix quatre serveis al dia de dilluns a dissabte i un sol servei els dies de festa.
La línia 370 del mateix servei, de Perpinyà a Banyuls dels Aspres, arriba a aquesta darrera població procedent de Perpinyà, Montescot, Brullà i Sant Joan la Cella. Ofereix servei quatre cops al dia de dilluns a dissabte, però no circula els dies de festa. Per aquesta línia, Perpinyà és a una hora i cinc minuts de Banyuls dels Aspres, Montescot a 35 minuts, Sant Joan la Cella a un quart d'hora, i Brullà, a 5.

### Línia de Ferrocarril
Travessa el terme de Banyuls dels Aspres just al sud-est del nucli de població la línia de ferrocarril d'Elna a Arles, que és coneguda popularment com el Camí de Ferro. Hi ha estació, la Gara, actualment en desús, però la línia no té servei de passatgers.
És una antiga línia ferroviària de la Catalunya Nord que cobria el recorregut Elna - Arles via el Voló. Posada en servei en els anys 1889 i 1898, com a línia de passatgers s'interrompé l'abril del 1939, i el 2015 només en resta operatiu el tram Elna - el Voló, que s'empra per al transport de mercaderies. Depèn del Réseau ferré de France i l'explota la Société nationale des chemins de fer français, SNCF. És de via única, per bé que hom parla de desdoblar el tram el Voló - Elna per tal d'integrar-lo en una línia de mercaderies d'alta intensitat.

### Els camins del terme
En primer lloc cal considerar les carreteres que comuniquen Banyuls dels Aspres amb els pobles del voltant, com la Ruta de Brullà, la Ruta del Voló, la Ruta de Perpinyà, o Ruta Nacional 9 (actualment, D-900), que té enllaç amb el poble a la zona de l'Oliu, la Ruta de Sant Joan i la Ruta de Trasserra. La Ruta de Sant Joan a Brullà travessa part del terme, però no té enllaç directe amb Banyuls dels Aspres.
Travessant el terme, però sense enllaç amb el poble, es troben l'auto-ruta (autopista) la Catalana, que passa per l'extrem nord-occidental del terme, on hi ha, dins de Banyuls dels Aspres la gran àrea comercial del Vilatge Català, i el traçat de ferrocarril del Tren de Gran Velocitat.
Pel que fa a camins, cal esmentar els que enllacen Banyuls dels Aspres amb els pobles veïns, o travessen el terme comunal, com el Camí de Bages, el Camí de la Joncassa, o Camí Vell de Sant Joan, el Camí del Salitar, o Camí Vell de Montesquiu, el Camí, o Camí Vell, de Trasserra, el Camí de Vilamulaca, o Camí de l'Alzina, el Camí Vell d'Elna al Voló i el Camí Vell d'Elna. Esment especial mereix la Carrerada, antiga via de transhumància de bestiar oví i boví, el Camí Ral i el Camí de Ferro, la via del tren de mercaderies del Voló a Elna, esmentat anteriorment. D'altra banda, hi ha els camins interns del terme de Banyuls dels Aspres: Camí de Fontclara, Camí del Cementiri, Camí de les Calçades, Camí de les Vinyes del Salitar, Camí del Mas d'en Costa-seca, el Camí dels Trillots, el Camí del Serrat de les Forques, el Camí de Ventafarines i el Camí de Versalles.

## Activitats econòmiques
La principal activitat econòmica de Banyuls és l'agrícola, com en la major part de comunes rosselloneses. Més de tres quartes parts de les terres de conreu són dedicades a la vinya, la gran majoria dedicades a vins de denominació d'origen controlada. Prop del Tec es troben les explotacions dedicades als arbres fruiters, entre els quals destaquen els presseguers, els albercoquers i els cirerers i els horts on es produeix una petita quantitat d'escaroles, julivert i col-i-flors. Hi ha també una mica de ramaderia, amb un parell de centenars de caps de bestiar oví.
És important el celler cooperatiu de la Cooperativa Vinícola Costes de Banyuls - Alt Rosselló, creada el 1948 i modernitzada el 1962, on té ña seu el Moviment Intercooperatiu dels Aspres del Rosselló, que agrupa les cooperatives de Cànoes, Pontellà, Sant Andreu de Sureda, Vilanova de Raó i el Voló, amb més de 2500 socis procedents de quasi 60 pobles.

## Història
Són nombroses les restes històriques trobades en el terme de Banyuls dels Aspres, sobretot a causa, com ja ha quedat exposat en un apartat anterior, al fet que s'hi encreuessin diferents vies de comunicació importants. Quasi totes, però, d'etapes històriques o protohistòriques.

### Edat Antiga
Els vestigis més importants del terme de Banyuls dels Aspres estan repartits en diferents zones del territori comunal. D'una banda, hi ha la zona de la plana al·luvial del Tec, on s'han trobat vestigis d'hàbitats romans a Fontclara, ja esmentat, al Pla de Nidoleres (però en terme de Banyuls dels Aspres), i a Fontanilla, on s'han trobat diferents restes esparses a prop del gual que travessa el Tet. Tots tres llocs són bastant propers.
En el sector muntanyós del terme també hi ha restes romanes, sobretot, a diferents indrets. Als Trillots, a llevant del poble, a ran de la via del ferrocarril, restes d'un hàbitat d'època romana amb vestigis que ocupen una superfície de 1000m². A Passa Bou, a l'extrem nord-est del terme, al límit amb Sant Joan la Cella, en un fons de vall, es van trobar les restes d'un petit hàbitat dels segles iv i v abans de la nostra era, de l'època republicana, amb abundor de ceràmica i de restes d'àmfores. A les Forques d'en Barrera, a prop i al sud-oest del poble de Banyuls, damunt d'un turonet han estat trobades restes que abracen les èpoques republicana i de l'Alt Imperi.
Al Mas Vidaló, com ja s'ha dit anteriorment, és on s'ha localitzat una quantitat més gran de restes arqueològiques. Per dues raons: era un encreuament de camins importants i, a més, era el primitiu emplaçament del poble de Banyuls dels Aspres (un dels noms del lloc és, encara avui dia, Puig de la Vila Vella). Així, s'hi ha trobat una necròpolis de camps d'urnes. Les caves del Mas Vidaló foren construïdes en el seu moment sobre restes de murs procedents de l'antiga població, i, a més, en l'espai aproximat d'una hectàrea hi havia nombroses restes de teules, ceràmiques comunes, alguna moneda romana de Tarragona, etc. El lloc fou ocupat, almenys, des del temps de l'emperador romà August fins a la baixa edat mitjana, possiblement al segle xv. A més dels nombrosos vestigis d'habitatges, una part del jaciment revela la presència de, almenys, un forn de ceràmica.
Proper al Mas Vidaló, al seu nord-est i al límit amb el terme de Sant Joan la Cella, a la riba nord del que havia estat l'estany de Banyuls, hi ha el lloc anomenat la Userdeta, on es van trobar les restes d'una important explotació agrícola dels segles IV a VI abans de la nostra era. També a prop, però en aquest cas a ponent del Mas Vidaló, es troba el lloc conegut com a Puig Muntanya, on van ser trobades nombroses restes romanes d'època republicana o Alt Imperi, sense que es puguin determinar més detalls.
A la zona oest del terme, entre el lloc per on passa el traçat de la línia d'Alta Velocitat i el Còrrec Daurat, han estat trobat diversos petits jaciments, amb força presència de restes de ceràmica, teules i àmfores. Es tracta dels llocs anomenats el Ciurer, el Còrrec Daurat i Vinyes de l'Esperança. Hi destaquen les troballes d'un antic camí empedrat i de dos petits hàbitats rurals, un d'ells d'època protohistòrica (entre 450 i 300 abans de la nostra era), a les Vinyes de l'Esperança.
Finalment, cal esmentar que havien estat trobades en terres de Banyuls dels Aspres, sense que avui dia es pugui precisar exactament on, diverses monedes romanes i una inscripció en grec feta en una planxa de plom que havia estat venuda amb diversos pesos de plom de pesca. Es tracta d'una inscripció que representa una mena de salconduit d'un esclau, o antic esclau, anomenat Lunokos o Lynokaune, enviat amb el document inscrit en plom on s'anuncia que ha estat el salvador de moltes persones. Jérôme Kotarba és qui ens donà a conèixer totes aquestes troballes.

### Edat mitjana
La Vila Vella de Banyuls estava instal·lada ran de l'estany de Banyuls (vegeu l'Etimologia), i està documentada des del 819 (villa Balnelonis), amb altres esments el 934 (villa Bagnules), el 981 (Balmeola), el 1028 (Banuls) i el 1186 (Banyuls de Asperis). En una data no coneguda anterior al 1424, el poble canvià d'ubicació, cap al turó on es troba actualment, per raons de defensa i de salubritat. Allà es constituí la Vila Nova, fortificada, a l'entorn de l'església de Sant Andreu i el seu cementiri. La mateixa església fou integrada en aquestes fortificacions.
La història de Banyuls de la Marenda ve molt marcada per la presència de la important nissaga dels Banyuls: els germans Pere i Benat de Banyuls (1132), Dalmau de Banyuls (vers 1272-1345), cavaller que serví Robert d'Anjou, rei de Nàpols i Venècia, i arriba a lloctinent reial de Sanç de Mallorca a l'illa mallorquina de 1320 a 1322 i a lloctinent de Jaume III de Mallorca al Rosselló del 1338 al 1340. El seu fill adquirí el senyoriu de Nyer, i un descendent seu, Tomàs de Banyuls i Llupià, encapçalà el bàndol nyerro en la lluita contra els cadells al segle xvii.
El 1475 Lluís XI de França desposseí Francesc de Banyuls del seu senyoriu, ja que el de Banyuls havia lluitat a favor de Joan II.

### Edat Moderna
El 1481 el senyoriu fou adquirit per un burgès de Perpinyà, Llorenç Paulet, la família del qual detingué el senyoriu fins al 1661. Aleshores passà a mans del Monestir de Montserrat, que el va mantenir fins a la Revolució Francesa.

## Demografia

### Demografia antiga
La població està expressada en nombre de focs (f) o d'habitants (h)
| 45 f | 36 f | 30 f | 15 f | 43 f | 40 f | 32 f | 53 f | 280 h | 53 f | 50 f |

Font: Pélissier 1986

### Demografia contemporània
| Evolució de la població |      |      |      |      |      |      |      |      |
| 1793                    | 1800 | 1806 | 1821 | 1831 | 1836 | 1841 | 1846 | 1851 |
| 146                     | 268  | 319  | 380  | 427  | 442  | 472  | 531  | 513  |

| 1856 | 1861 | 1866 | 1872 | 1876 | 1881 | 1886 | 1891 | 1896 |
| ---- | ---- | ---- | ---- | ---- | ---- | ---- | ---- | ---- |
| 542  | 501  | 504  | 535  | 617  | 744  | 748  | 750  | 756  |

| 1901 | 1906 | 1911 | 1921 | 1926 | 1931 | 1936 | 1946 | 1954 |
| ---- | ---- | ---- | ---- | ---- | ---- | ---- | ---- | ---- |
| 887  | 889  | 870  | 846  | 769  | 749  | 759  | 668  | 695  |

| 1962 | 1968 | 1975 | 1982 | 1990 | 1999  | 2006  | 2008  | 2012  |
| ---- | ---- | ---- | ---- | ---- | ----- | ----- | ----- | ----- |
| 738  | 724  | 683  | 660  | 850  | 1.007 | 1.136 | 1.172 | 1.237 |

| 2013  | - | - | - | - | - | - | - | - |
| ----- | - | - | - | - | - | - | - | - |
| 1.257 | - | - | - | - | - | - | - | - |

Fonts: Ldh/EHESS/Cassini fins al 1999, després INSEE a partir deL 2004

### Evolució de la població

Població 1962-2008

## Administració i política

### Batlles[14]
| Període                       | Nom              | Opció política | Comentaris |
| ----------------------------- | ---------------- | -------------- | ---------- |
| Març del 2001 - Març del 2014 | André Marie      |                |            |
| Març del 2014 - Moment actual | Laurent Bernardy |                |            |

### Legislatura 2014 - 2020

#### Batlle
- Laurent Bernardy.

#### Adjunts al batlle[15]
- 1r: Henri Badie
- 2n: Fathia Charpentier
- 3r: Paul Comes.

#### Consellers municipals
- Rossella Nicolotti
- Thierry Encoyand
- Béatrice Lagarde
- Patrick Ferrer
- Pascale Villières
- Isabel Cajelot-Romero
- Christelle Galinie-Mouche
- Alan Hélaine
- Matthieu Mairende-Gouges
- Alicia Ey-Nomdedeu
- Frédéric Malet.

### Adscripció cantonal

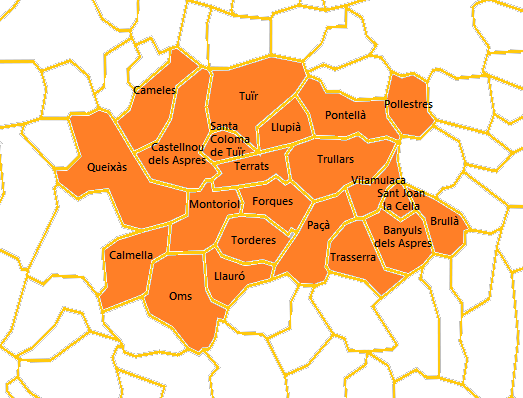
Mapa del Cantó 1 dels Aspres

A les eleccions cantonals del 2015 Banyuls dels Aspres ha estat inclòs en el cantó número 1, denominat Els Aspres, amb capitalitat a la vila de Tuïr i amb els pobles de Banyuls dels Aspres, Brullà, Calmella, Cameles, Castellnou dels Aspres, Forques, Llauró, Llupià, Montoriol, Oms, Paçà, Pollestres, Pontellà i Nyils, Queixàs, Santa Coloma de Tuïr, Sant Joan la Cella, Terrats, Torderes, Trasserra, Trullars i Vilamulaca. Hi han estat escollits com a consellers departamentals Édith Pugnet, del Partit Comunista - Front d'esquerra, Vicepresident del Consell departamental, adjunta al batlle de Cabestany, i René Olivé, del Partit Socialista, Vicepresident del Consell departamental, batlle de Tuïr.

## Ensenyament i cultura
Banyuls dels Aspres disposa d'una escola maternal i primària (primera secció) i d'una altra de primària (segona secció). Hi ha organitzat un servei de transport dels estudiants adolescents cap als col·legis i instituts d'Elna i de Perpinyà.

## Llocs i monuments
- Església parroquial de Sant Andreu.

## Persones il·lustres
- Arnau de Banyuls
- Dalmau de Banyuls (1271-1345), cabdill català, condottiero al servei de la República de Venècia
- Enric Ey (1900-1977), filòsof i psiquiatre
- Gauderic Andreu Gastú (1802-1859), militar, general de divisió
- Marcel Cazeilles (1906 - 2001), metge militar i poeta en català
- François Molins (1953), Procurador de la República francesa